# Kevin O'Neill (fumettista)
Kevin O'Neill (Eltham, 22 agosto 1953 – Londra, 3 novembre 2022) è stato un fumettista britannico.
È principalmente conosciuto per aver lavorato su fumetti come La Lega degli Straordinari Gentlemen (con Alan Moore), Marshal Law e Nemesis the Warlock (con Pat Mills).
Nel 2003, il secondo volume di La Lega degli Straordinari Gentlemen ha fatto guadagnare a O'Neill il premio Eisner Award come "migliore miniserie" dell'anno.